# Edward Vernon Rickenbacker

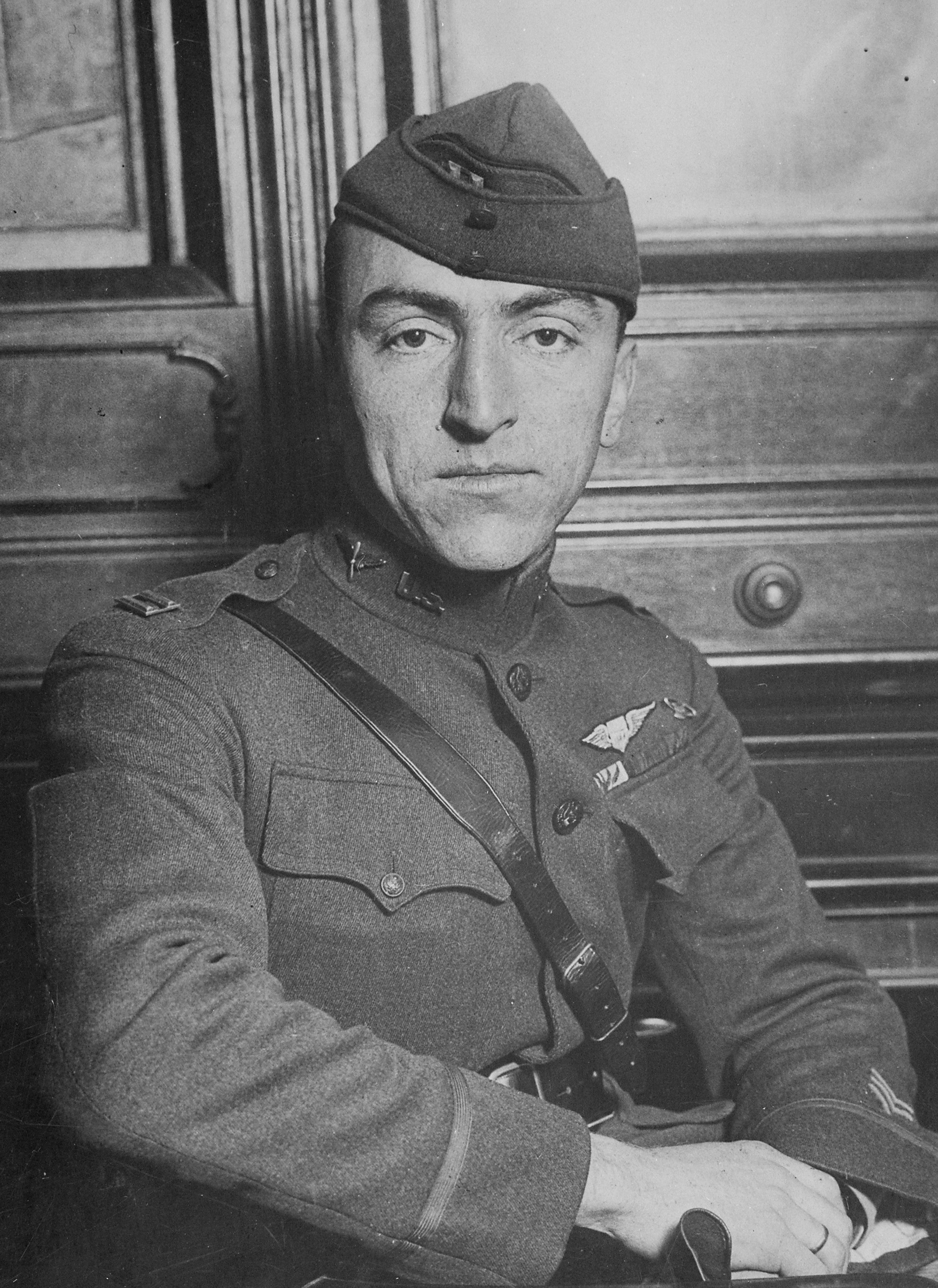
Capt. Edward Rickenbacker, während seiner Rückkehr an Bord der Adriatic, 1919

Edward Vernon „Eddie“ Rickenbacker (* 8. Oktober 1890 als Edward Rickenbacher in Columbus, Ohio; † 23. Juli 1973 in Zürich, Schweiz) war ein US-amerikanischer Automobilrennfahrer, Unternehmer und Jagdflieger im Ersten Weltkrieg. Mit 26 Luftsiegen war er der erfolgreichste Jagdflieger der USA im Ersten Weltkrieg.

## Leben vor der Zeit als Kampfflieger
Edward Rickenbacher (ohne Mittelname) wurde als drittes von acht Kindern einer aus Zeglingen im Baselbiet stammenden Schweizer Einwandererfamilie geboren. Seine Eltern waren Wilhelm (1857–1902) und die aus der Romandie stammende Elisabeth. Diese wanderten 1880 nach Ohio aus. Während des Ersten Weltkrieges und der anti-deutschen Stimmung beschloss er, seinen Nachnamen auf „Rickenbacker“ zu ändern und er legte sich den Zweitnamen „Vernon“ zu.
Nachdem Eddies Vater William im Jahre 1902 auf einer Baustelle wegen Streitigkeiten einen Schädelbruch erlitten hatte und einen Monat darauf gestorben war, verließ der Junge die Schule, um seine Familie zu unterstützen. Infolgedessen suchte er sich mehrere technikorientierte Arbeitsfelder, zuletzt als Automechaniker.
Ab 1910 trat Rickenbacker dann als Test- und später als Rennfahrer an. Nach mehreren Fahrrekorden – er erreichte u. a. einen Höchstgeschwindigkeitsrekord von 214 km/h – entschloss er sich, nach England zu gehen, um an der im Jahr 1917 beginnenden Rennsaison teilzunehmen.
Nach dem Kriegseintritt der USA meldete er sich zur US Army, wo er anfangs als Fahrer tätig war. Rickenbacker soll sogar der persönliche Chauffeur des amerikanischen Oberkommandierenden General John Pershing gewesen sein.
Am 26. Juni 1917 kam er in Frankreich an, wo es ihm möglich war, Flugstunden zu nehmen. Aufgrund seines Interesses an der Fliegerei teilte man ihn am 4. März 1918 dem 94. amerikanischen Jagdgeschwader unter dem Kommando von Gervais Raoul Lufbery zu.

## Jagdflieger

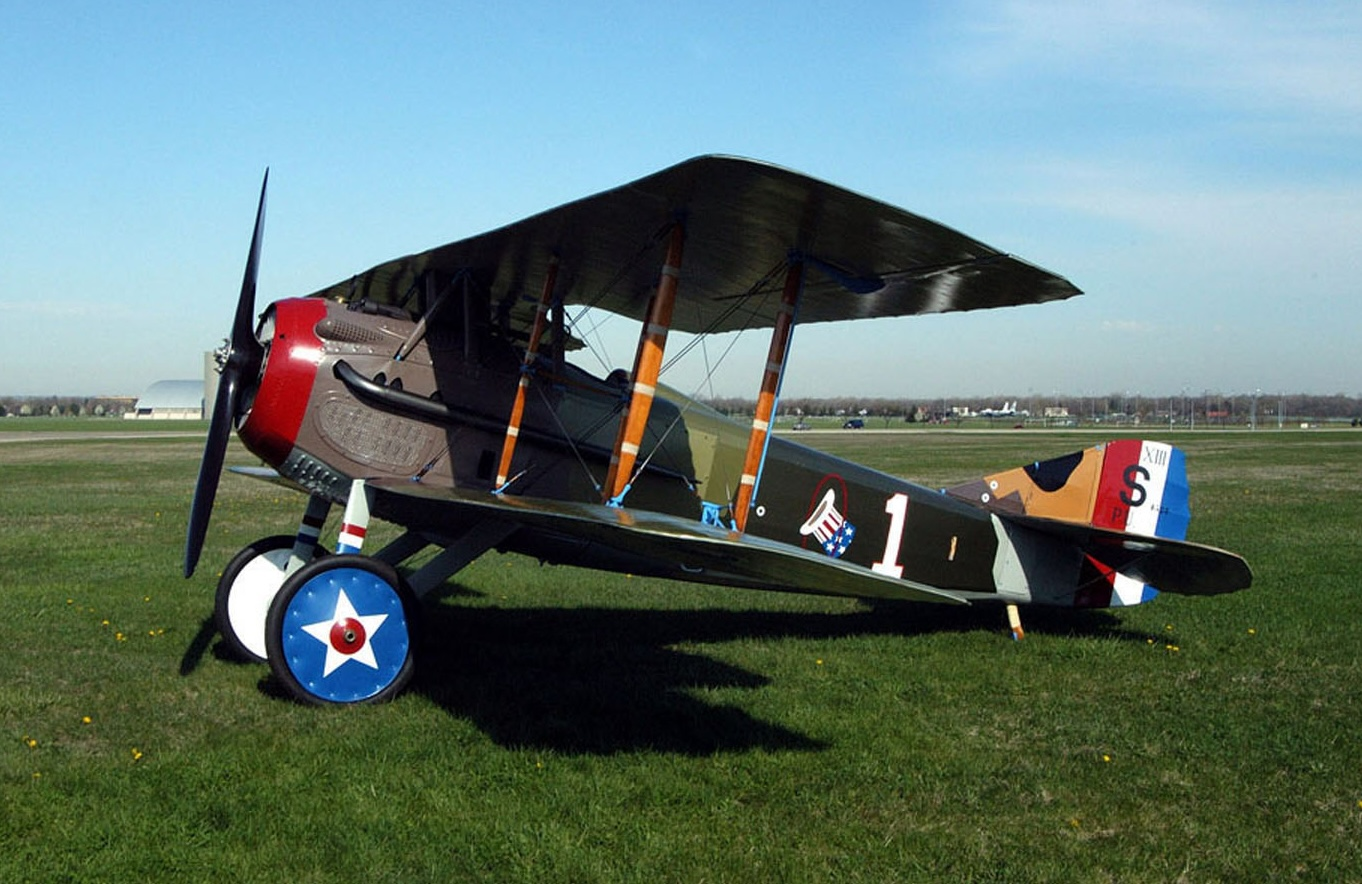
Restaurierte SPAD S.XIII „Eddie“ Rickenbacker

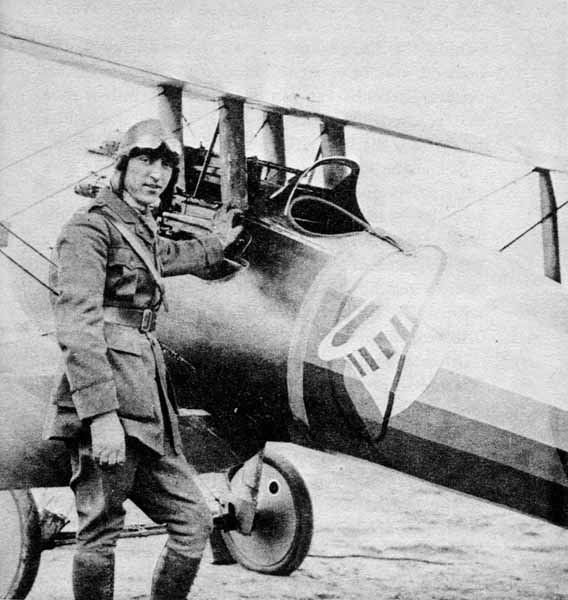
Eddie Rickenbacker vor einer Nieuport 28

Am 20. April gelang ihm sein erster Abschuss in einer Nieuport 28. Rickenbacker war an diesem Tag mit seinem Kameraden James Hall im Himmel über Baussant unterwegs. Als sie die feindliche Maschine erspähten, ging Hall zum Angriff über, worauf der Deutsche abdrehte. Rickenbacker, der dies gesehen hatte, griff seinen Gegner an und schoss ihn ab.
Wenige Zeit später schoss Rickenbacker eine weitere Feindmaschine der Jagdstaffel 64 ab, und bis Ende Mai verbuchte er insgesamt fünf Luftsiege für sich. Dafür verlieh man ihm das französische Croix de guerre.
Rickenbacker erkrankte im Sommer 1918 an einer Ohrenentzündung und musste für längere Zeit behandelt werden. Als er im September wieder einsatzbereit war, wurde er zu einem der gefährlichsten Gegner der deutschen Jagdstaffeln. Aufgrund seiner Erfolge und Fähigkeiten als Führungsperson ernannte man ihn sogar zum Befehlshaber des 94. Jagdgeschwaders.
Mit seinen insgesamt 26 Abschüssen, darunter vier Fesselballons, die er bis zum 30. Oktober erzielte, avancierte Rickenbacker zum besten amerikanischen Jagdflieger des Ersten Weltkriegs. Im Jahr 1931 verlieh man ihm nachträglich die Ehrenmedaille. Rickenbacker erhielt die Auszeichnung aufgrund zweier Luftsiege vom 25. September 1918, nachdem er insgesamt sieben Feindmaschinen attackiert hatte.

## Zwischen- und Nachkriegszeit
Im Jahr 1922 heiratete Rickenbacker Adelaide Frost. Das Paar adoptierte zwei Söhne, David und William.
Nach dem Krieg gründete Rickenbacker mit drei Freunden eine Automobilfirma, die Rickenbacker Motor Company, die zwar fortschrittliche Wagen mit Vierradbremsen hervorbrachte, sich jedoch als unrentabel erwies. Im Jahr 1927 kaufte er den Indianapolis Motor Speedway, der bis zu seiner vierjährigen Schließung während des Zweiten Weltkriegs von Rickenbacker betrieben wurde. Nachdem es ihm nicht möglich war, die Rennstrecke zu sanieren, verkaufte er sie im Jahr 1947.
Zwischen 1932 und 1939 wurde der von ihm gezeichnete Comic Strip Ace Drummond veröffentlicht. 1936 erschien ein Kino-Serial.
Ab 1942 besuchte er mehrere militärische Luftübungsplätze im Süden der USA und in England. Im Oktober entsandte man ihn in den Pazifik. Bei einem Flug mit einer Boeing B-17 kam die Maschine vom Kurs ab, und Rickenbacker und seine Mannschaft waren gezwungen notzuwassern. Als ihnen nach drei Tagen die Nahrung ausging, mussten sie sich von Vögeln und gefangenen Fischen ernähren. Erst nach 24 Tagen konnten sie am 13. November auf offener See gerettet werden. Dieses Erlebnis beschrieb später das Crew-Mitglied Lt. James Whittaker in seinem Buch Es war als sängen die Engel. (Originaltitel: We thought we heard the angels sing. The complete epic story of the ordeal and rescue of those who were with Eddie Rickenbacker on the plane lost in the Pacific). Im Frühjahr 1943 begleitete Rickenbacker US-Präsident Theodore Roosevelt als Berater bei einer Reise in die Sowjetunion, wobei sowjetische Militärs erstmals Informationen über den strategischen Bomber Boeing B-29 erhielten.
Bereits 1938 war Rickenbacker Präsident der Fluggesellschaft Eastern Air Lines geworden, die sich nach dem Zweiten Weltkrieg zu einem sehr erfolgreichen Unternehmen entwickelte.
Als sich die wirtschaftliche Situation von Eastern Airlines in den 1950er Jahren verschlechterte, musste Rickenbacker am 1. Oktober 1959 den Posten des Geschäftsführers abtreten. Nachdem er noch einige Zeit in der Führungsebene tätig gewesen war, verließ er das Unternehmen am 31. Dezember 1963. Zehn Jahre später starb er in Zürich in der Schweiz. Ihm zu Ehren wurde die Air-Force-Basis seines Heimatortes in Rickenbacker Air Force Base umbenannt.
Rickenbacker war ein Mitglied im Bund der Freimaurer.

## Trivia
Edward Rickenbacker war ein Vetter von Adolph Rickenbacher, Gründer der Musikinstrumentenfirma Rickenbacker.
Das Raumschiff „UNN Rickenbacker“ im Computer-Spiel System Shock 2 ist nach Edward Rickenbacker benannt.

## Film
- Die tollkühnen Abenteuer des Captain Eddie, US-amerikanischer Spielfilm von Lloyd Bacon (1945) mit Fred MacMurray in der Titelrolle